# Ейск (аэропорт)
Ейск (ранее назывался Ейск-Центральный) — крупный аэродром совместного базирования, расположен на западной оконечности города Ейска Краснодарского края.

## Описание
Оператор аэродрома — ВМФ РФ, базируется 859-й Центр боевого применения и переучивания лётного состава морской авиации ВМФ РФ и 190-й учебный смешанный авиационный полк ВМФ на разнородной технике (самолёты и вертолёты разных типов). Аэродром совместного базирования — ВМФ, ВВС и ФАВТ. До 2009 года эксплуатантом аэропорта выставлялся ООО «Ейск-Аэро».
Принимает любые типы летательных аппаратов без ограничения массы. Превышение аэродрома — 20 м, высота круга — 150—600 м, позывной «Вулкан» (ранее — «Прожаток», для авиации ГВФ — «Ейск»). Код ИКАО — УРКЕ (URKE)
С 27 декабря 2012 года аэродром не принимает воздушные суда гражданской авиации, однако возобновить гражданские перевозки планировалось к 2016 году, что так и не было сделано.
Аэродром до ремонта был способен принимать самолёты Ту-134, Boeing 747, Airbus A340, Як-42, CRJ-200 и все более лёгкие, а также вертолёты всех типов. Имелись две асфальтобетонные ВПП, их классификационное число (PCN) 19/R/B/Х/Т. В связи со строительством игорной зоны Азов-Сити также предполагалась реконструкция ейского аэропорта.
На аэродроме располагался 959-й учебный авиационный полк, затем 959-й бомбардировочный полк 1-й гвардейской Сталинградской, Свирской смешанной авиационной дивизии из состава 4-й армии ВВС и ПВО. Затем на аэродроме базировалась авиационная группа Ейского высшего военного авиационного института, имеющая на вооружении самолёты Л-39.
По состоянию на март 2012 года, был определён срок ввода в эксплуатацию первой из двух реконструируемых ВПП — май 2012 года. Однако, несмотря на ранее заявленные сроки, основная полоса была введена в строй в ноябре 2012 года, а полёты с неё начались в сентябре 2012.
В настоящее время Министерство обороны РФ и Министерство транспорта РФ ведут совместную работу по возобновлению работы аэропорта города Ейска, которое запланировано ориентировочно на 2022-2023 год. Однако по состоянию на 2023 год, никакой информации по возобновлению работы или статусу аэропорта Ейска больше не сообщалось.

## История
Аэродром работает с 1931 года, как учебный аэродром Ейск-Центральный. До 1956 года аэродром принадлежал ВВС ВМФ, затем был передан в состав ВВС Северо-Кавказского ВО. На протяжении десятилетий - базовый аэродром 959-го учебного авиационного полка.
В 1931 году в город Ейск из Севастополя была переведена «Школа морских лётчиков и лётчиков наблюдателей», известная ранее как "Петроградская офицерская школа Морской Авиации", созданная ещё в 1915 году. В  дальнейшем школа реорганизована в «Военно-морское авиационное училище (ВМАУ) имени Сталина», и далее - «Ейское высшее военное авиационное училище (ЕВВАУ) им. дважды Героя Советского Союза лётчика-космонавта СССР В. М. Комарова». Училищу были приданы авиаремонтные мастерские, в 1941 году получившие статус самостоятельного предприятия - 570-й авиаремонтный завод (при СССР открытое наименование завода — в/ч 13823). Также для обеспечения учебного процесса подготовки лётчиков в составе школы имелась морская бригада, бомбардировочная бригада и не менее двух истребительных авиабригад.
По состоянию на 1937 год при училище было не менее девяти учебных эскадрилий.
К началу войны  в составе училища имелось две учебно-боевые АЭ на самолётах СБ, четыре учебно-боевые АЭ на И-15бис и И-16, одна учебно-боевая АЭ на МБР-2 (на гидроаэродроме Ейская Коса). К 5 июля 1941 года, на основании приказа НК ВМФ №00165, при ВМАУ им. Сталина была сформирована 8-я эскадрилья переучивания и 9-я эскадрилья прикрытия. Эти две эскадрильи отражали налёты вражеских бомбардировщиков, выполнив 131 боевой вылет в сентябре-октябре 1941 года.
В дальнейшем в составе училища было 10 учебных и учебно-боевых эскадрилий.
На Центральном аэродроме в годы ВОВ дислоцировались:
- 4-я учебная авиационная эскадрилья (переименована в 4-й  учебный авиационный полк, затем 1688-й УАП, 959-й УАП, 959-й БАП)
- 9-я отдельная авиационная эскадрилья ПЛС (переименована в 9-ю ОИАЭ Азовской ВФ, затем 9-я ОСАЭ)
- 1-я АЭ 3-го истребительного авиационного полка Азовской авиагруппы.
- 87-я отдельная истребительная авиационная эскадрилья
- 23-й авиационный (штурмовой) полк.

В 1993 году 959-й учебный авиаполк переформирован в 959-й бомбардировочный полк на самолётах типа Су-24, и включён в состав 1-й гвардейской смешанной авиационной дивизии. При училище взамен полка была сформирована учебная авиационная группа на самолётах типа Л-39. В дальнейшем подготовка военных лётчиков в училище была прекращена и выпускались только специалисты по управлению воздушным движением (офицеры боевого управления), а само училище несколько раз реорганизовывалось и переподчинялось.
В сентябре 2009 года, в связи с переподчинением аэродрома из состава ВВС в состав ВМФ, 959-й бомбардировочный авиаполк расформирован, а входившие в его состав самолёты Су-24 передислоцированы на аэродром Морозовск (6970-я авиабаза 7-й бригады ВКО). В этом же году, на базе расформированных 444-го центра боевой подготовки и переучивания морской авиации в г. Остров Псковской обл., 959-го учебного центра ВМФ из п. Кача (г. Севастополь) и Ейского ВВАУЛ начато формирование нового ЦБП и ПЛС ВМФ. Наименование и боевое знамя вновь создаваемой структуре досталось от учебного центра вертолётчиков из Качи, который более четверти века осуществлял подготовку летного и технического состава ВВС иностранных государств. Около 200 человек военнослужащих перевелись в новый ЦБП из г. Остров.
С 1 февраля 2010 года на территории аэродрома и училища начал работу 859-й  центр боевого применения и переучивания морской авиации РФ под руководством генерал-майора Алексея Сердюка, запланирована реконструкция аэродрома   . Определены основные параметры проекта и стоимость строительства объектов центра: 24 млрд рублей. Для размещения военнослужащих центра в городе ведётся строительство жилых домов.
23 сентября 2010 года, во время рабочей поездки в город Ейск министра обороны Сердюкова, были установлены сроки окончания строительства самого комплекса и новой учебной базы авиации ВМФ, не позднее 2020 года. В октябре 2010 года, при проведении кадровых перестановок, президентом РФ, на должность начальника филиала военного учебно-научного центра Военно-воздушных сил "Военно-воздушная академия", был назначен генерал-майор Юрий Петрушков.
С января 2011 года начались работы по реконструкции аэродрома. Реконструкцию проводит компания «Трансстрой», являющийся одним из подразделений группы «БазЭл».
1 сентября 2011 года состоялось прощание личного состава бывшего лётного училища с Боевым знаменем, ЕВВАУЛ ушло в историю. Курсанты переведены в Краснодарский  филиал ВУНЦ ВВС «ВВА».
В июле 2013 года начались испытания компонентов наземного испытательного тренажера корабельной авиации (НИТКА), в частности, с самолётов МиГ-29КУБ проверялось светотехническое оборудование.
В марте 2013 года завершены общестроительные работы на наземном испытательном комплексе корабельной авиации на аэродроме Ейск.
С 20 июля 2013 года генеральным директором аэропорта «Ейск» назначен Виктор Михайлович Жилин.
С февраля 2022 года на фоне вторжения России на Украину военный аэродром Ейск активно используется для базирования и обслуживания самолетов военной авиации. Также в феврале 2023 года в СМИ активно распространялась информация о многочисленных взрывах на территории аэродрома.

## Данные аэродрома Ейск
В 2014 году была сдана в эксплуатацию новая взлётно-посадочная полоса 3500×60 м, что позволяет принимать воздушные суда всех типов без ограничения — аэродром стал внеклассным. С 2015 года аэродром имеет 4 взлётно-посадочных полосы:
08L/26R (новая полоса):
Ширина - 60 метров
Длина - 3500 метров
МПУ - 075°/255°
ИПУ - 083°/263°
Порог 1 - N46.67800° E038.19759°
Порог 2 - N46.68201° E038.24300°
Покрытие - твёрдое (бетон)
ВПП 03/21 (Наземный испытательный тренировочный комплекс авиационный "НИТКА")
Ширина - 30
Длина - 30
МПУ - 025°/205°
ИПУ - 033°/213°
Порог 1 - N46.69500° E038.24622°
Порог 2 - N46.69523° E038.24643°
ВПП 08R/26L (старая)
2502 х 45 м, выведена из эксплуатации
Также имеется резервная грунтовая ВПП и две вертолётные площадки.

## Хронология аэропорта Ейск
- 1950-е — создание аэропорта Ейск в составе Объединённого Краснодарского авиапредприятия.
- 1957 — сдано в эксплуатацию небольшое одноэтажное здание аэровокзала. Полёты по маршруту Ейск — Краснодар, Ейск — Ростов-на-Дону выполнялись на самолётах Ан-2.
- 1980 — построено новое здание аэровокзала. Открыта воздушная линия Краснодар — Ейск — Мариуполь — Донецк и обратно на самолётах Ил-12 и Ил-14, а затем на турбовинтовых Л-410 чешского производства. Со временем Л-410 заменили Ан-2 и на местных воздушных линиях.
- 1993 — прекращение авиаперевозок.
- 1995 — аэропорт был закрыт с увольнением всех специалистов.
- 1999 — аэропорт выкупила частная компания. Начато его восстановление и оснащение оборудованием, средствами связи и управления.
- 2000 — открыто регулярное пассажирское сообщение между аэропортами «Внуково» и «Ейск» на самолётах Ан-24, Як-40 авиакомпании «Карат».
- 2006 — на линии Москва — Ейск — Москва эксплуатируется самолёт Ту-134, что позволило в 2 раза сократить время полёта.
- 2008 — активы аэропорта были выкуплены новым собственником, ООО «Аэропорт-Ейск» вошёл в структуру холдинга «Базовый элемент».
- 2009—2010 — аэропорт стал принимать самолёты ATR-42 и ATR-72 авиакомпании «ЮТэйр», увеличена продолжительность лётного сезона до декабря.
- 2011 — проводится реконструкция взлётно-посадочной полосы, пассажирские перевозки приостановлены.

## Аварии и катастрофы (список неполный)
- 18 октября 1967 года , над станицей Ясенская, во время возвращения с практического бомбометания на полигоне Копанской, на высоте в 700-800 метров, в 15.21 произошел отказ двигателя самолета МиГ-17 курсанта 3 курса ЕВВАУЛ Игоря Викторовича Щипанова. Пилот не стал катапультироваться над станицей, сумел «перетянуть» самолёт через поселение, а после попытался произвести посадку с убранным шасси. Скорость при касании с землёй была посадочная, но отказ топливной системы дал большое скопление паров керосина, которые при посадке на грунт воспламенились, а последовавший впоследствии взрыв разорвал машину. При взрыве, курсанта вместе с катапультным креслом вдавило в приборную доску. Смерть была мгновенной. В благодарность за его самоотверженный поступок, именем Игоря названа школа №21 в станице Ясенская, а перед её входом установлен памятник, с макетом самолета[19].
- 27 июня 1973 года, катастрофа самолёта УТИ МиГ-15, аэродром Ейск, ЕВВАУЛ, экипаж: лётчик-инструктор, заместитель командира АЭ поПЧ ст. л-т Филипченко Ф. М. и курсант 4-го курса Векшин Г. В. Самолёт упал после взлёта в районе с. Кухаривка из-за дефекта топливного насоса и падения оборотов двигателя. Лётчик-инструктор катапультировался на малой высоте и погиб, курсант сгорел в кабине при падении самолёта.
- 23 июля 1982 года, авария самолёта Су-7Б, пилотируемого курсантом 3-го курса А. Л. Тихомировым. В полёте отказала сигнализация выпущенного положения шасси. РП, желая визуально убедиться в положении стоек шасси, неоднократно, раз за разом, давал курсанту команду на проход над стартом. В результате на самолёте полностью выработалось топливо и самолёт упал. Курсант благополучно катапультировался, самолёт разбит.
- В 1983 году на аэродроме Ейск произошло чрезвычайное происшествие — при выполнении подготовки к полётам, в результате короткого замыкания сгорел самолёт Су-7У.
- Летом 1985 года (точная дата неизвестна) произошла катастрофа самолёта Су-7Б, аэродром Ейск. Самолёт после взлёта упал в Ейский лиман, лётчик — курсант Воробьёв погиб.
- 28.06.1986 год. Катастрофа транспортного самолёта Ан-12. Борт 535-го отдельного смешанного авиационного полка из Ростова-на-Дону. Перевозка личного состава и груза. Самолёт сразу после отрыва с большим креном упал в 1 км от торца правее оси ВПП. На месте падения самолёта возник сильный пожар. Погибло 10 человек. Причины ЛП не установлены, были высказаны предположения о разнотяге двигателей или об неисправности системы управления.
- В августе 1986 года (точная дата неизвестна) произошла авария самолёта Су-7Б, аэродром Ейск, ЕВВАУЛ, курсант 4-го курса Тунко И. На взлёте, перед отрывом самолёта на скорости более 300 км/ч курсант выключил двигатель, самолёт столкнулся с домиком БПРМ левой плоскостью, затем самолёт по инерции протащило ещё около 300 метров, он разрушился на несколько частей и сгорел возле городского кладбища. Удар был такой силы, что кабина отделилась от фюзеляжа на 17 метров. Курсант в шоке выбрался из остатков кабины, не отсоединяя карабин НАЗа, а просто оторвав его от комбинезона, и чудом остался жив, получив при этом несколько ожогов. Во время пожара самолёта начали рваться снаряды к пушке НР-30, которые повредили находившуюся неподалёку автобусную остановку с людьми, и не позволили своевременно затушить пожар наземной команде. БПРМ получил серьёзные повреждения, 2 солдата-связиста в домике не пострадали.
- 8 августа 1988 года, катастрофа летающей лаборатории Ан-12 535-го отдельного смешанного авиационного полка. На его борту находилось 55 человек, включая членов экипажа, в результате катастрофы погибло 25 человек. Перевозка личного состава (лётчиков-инструкторов) с партсобрания по маршруту Батайск — Ейск. На глиссаде снижения, за три-четыре километра до торца ВПП произошла остановка всех четырёх двигателей. По существующей версии, при выходе на посадочный курс, бортмехаником было принято решение начать перекачку топлива из резервных баков в расходные для уменьшения времени на предполетные работы. Фактически, данная машина не проходила регламентные работы по переводу с зимнего периода хранения на летний эксплуатационный, в результате в резервных баках скопился конденсат[20] до уровня выше отметки топливоприемников. После запуска перекачки, вода, вместо топлива, по магистралям практически мгновенно распределилась между всеми четырьмя двигателями, вызвав их остановку. Высота полета в этот момент была ориентировочно 600 метров, а скорость менее 300 км/ч, шасси выпущены, что не позволило экипажу вывести самолет на режим планирования. Самым главным фактором, приведшим к катастрофическим последствиям, стал отказ внутренних двигателей, от которых идет отбор мощности на гидравлическую и электрическую системы, которые управляют механизацией крыла, шасси. В момент касания воды, самолет выпущенной передней стойкой шасси буквально зацепился за илистый грунт, клюнул и носовой частью зарылся в воду лимана. Ан-12 от удара надломило в зоне за крылом, при этом установленное внутри грузового отсека оборудование сорвало с мест. В это же время, из разломившихся от удара резервных баков, находившихся под полом, в салон вместе с водой хлынул керосин, который в условиях жаркого лета, буквально моментально дал ядовитые пары, наполнив ими воздух в нишах под потолком. В первые же секунды, часть пассажиров, находившихся в грузовом отсеке, погибли от ударов разлетавшихся по салону приборов и плоскости самолёта.
- 12 июля 1990 года, катастрофа самолёта Л-39, аэродром Ейск, ЕВВАУЛ, курсант Мальнев М. При выполнении простого пилотажа самолёт упал в Азовское море близ станицы Должанской, разрушился и затонул. Курсант погиб.
- 18 октября 2018 года 16.53, катастрофа самолёта Л-39. Самолёт упал в море в 1,5 км от ст. Должанской, оба лётчика - Владислав Неледва и Андрей Середин, погибли[21]. Основной причиной катастрофы, стала ошибка пилотирования[22].
- Вечером 17 октября 2022 года в 18.11 мск, во время учебно-тренировочного вылета произошла катастрофа истребителя-бомбардировщика Су-34. В результате столкновения со стаей птиц во время взлёта произошла остановка одного двигателя и пожар второго, с последующим падением самолёта в густонаселённом районе города, непосредственно возле девятиэтажного дома по ул. Коммунистическая 20/1. Экипаж по команде руководителя полётов покинул терпящий бедствие летательный аппарат менее чем за секунду до падения. В результате развившегося пожара в жилом доме сразу погибло 13 человек, затем в последующие сутки скончалось ещё двое от ожогов и отравления продуктами горения. Экипаж самолёта жив, штурман получил травму при приземлении[23].